# 観阿弥
観阿弥（かんあみ/かんなみ 觀阿彌陀仏　正慶2年/元弘3年（1333年） - 至徳元年/元中元年5月19日（1384年6月8日））は、日本の南北朝時代から室町時代にかけての猿楽師。息子の世阿弥とともに、いわゆる能を大成した人物である。名は清次。時宗の法名（時宗の男の法名（戒名）は阿弥陀仏（阿彌陀佛）号。ちなみに観は観世に由来）は観阿弥陀仏。その略称が観阿弥で、早くから観世大夫、あるいは観阿弥、観阿として記録に登場する。観世家の祖。観阿弥最後の舞台となった静岡市葵区宮ヶ崎町の静岡浅間神社には、26世宗家観世清和による顕彰碑がある。

## 略歴
観阿弥の出自については、伝説的なものも含め数説あり、後述する。
観阿弥は、はじめ興福寺、春日神社などの神事能に奉仕する大和猿楽四座の結崎座の一員として、大和および、近隣の各地で活躍していたが、1370年代ごろから自らの一座を率い醍醐寺での演能など、京都周辺へも進出していった。
当時都では猿楽より田楽のほうが評価が高く、足利尊氏などの権力者も田楽を後援していた。ところが、1375年（永和元年 1374年説もあり）に京都新熊野神社で観阿弥が息子の世阿弥とともに演じた猿楽能を足利義満が見物、以降、将軍はじめ有力武家、公家らの愛顧を得、観阿弥が率いる観世一座は幕府のお抱え的存在とみなされるようになる。
このように、後半生は京都を中心に各地で活躍、大和でも興福寺の薪猿楽をつとめるなどしていたが、1384年、駿河静岡浅間神社での演能ののち同地で死去する。

## 業績
観世一座が人気を博した原因は、大和猿楽が得意とした物真似芸に、田楽の優美な舞や、南北朝に流行した曲舞（くせまい）の音曲を取り入れた新演出が、当時の観客の心に強い感興をおよばしたことだといわれている。
観阿弥の事跡は、息子世阿弥が残した伝書に詳しく、「大柄であったが、女を演じると優美であった」「大和猿楽伝来の鬼の能にすぐれていた」「貴顕にも民衆にも愛された」（いずれも大意）などの記述が散見される。ただし観阿弥自身が書いたものは見つかっていない。
作品も多く残しており、後世の改作により、観阿弥自身が書いた原型は完全な形で残っていないが、『自然居士』『小町（現行・卒塔婆小町）』『四位少将（現行・通小町）』などが観阿弥の原作とされている。また、『伏見（現行・金札）』『江口』『松風』など、曲付（旋律の作曲）を観阿弥がおこなったとされるものも、少なくない。

## 観阿弥の出自
観阿弥の息子、世阿弥の『世子六十以後申楽談儀』には、観阿弥の祖父が伊賀の服部氏一族から宇陀の中家に養子にいき、その人が京都の女性と関係して生まれた子が観阿弥の父であるという記述がある。この観阿弥の父は、大和の山田猿楽の一座に養子にいき、観阿弥の母は同じく大和猿楽の一座、外山の座の出身であるという。なおこの記述によると、観阿弥の長兄は宝生大夫、次兄は生市とあり、いずれも大和猿楽に関係していたと思われる。
また曾孫に当たる観世小次郎信光の肖像に書かれた讃には、伊賀の服部氏一族の武士であった観阿弥の父が、あるとき春日神社より「子を楽人として神に仕えさせよ」との神託を受け、三男である観阿弥に結崎氏を名乗らせ春日神社に捧げた、という伝説的なエピソードが記されている。
一方、1962年（昭和37年）三重県上野市（現・伊賀市）の旧家から発見された上嶋家文書（江戸時代末期の写本）によると、伊賀・服部氏族の上嶋元成の三男が観阿弥で、その母は楠木正成の姉妹であるという。この記載に従えば、観阿弥は正成の甥ということになる。後に発見された播州の永富家文書を傍証に、この記載を真とする意見もあり、1975年に永富家子孫によって、伊賀市に観阿弥の妻（世阿弥の母）の彫像が立てられた。しかしこの文書の信憑性を巡っては議論が分かれており、この説は研究者の間では広く受け入れられているとは言い難い。しかし梅原猛は、『うつぼ舟II 観阿弥と正成』（2009）で観阿弥と正成の関係を主張し、表章に挑戦した。表はこれを受けて『昭和の創作「伊賀観世系譜」―梅原猛の挑発に応えて』（2010）を上梓し、詳細に反論した。

## 代表作
- 自然居士
- 卒都婆小町
- 通小町

## 関連作品
テレビドラマ
- 『太平記』(1991年 NHK大河ドラマ) 演：西岡秀記 ※役名は服部清次

漫画
- 『ねこねこ日本史』第8巻（そにしけんじ）
- 『ワールドイズダンシング』（三原和人）

テレビアニメ
- 『ねこねこ日本史』（声優 - 浜添伸也）

## 関連書籍
- 野上豊一郎『観阿弥清次』要書房　1949　のち書肆心水で復刊
- 戸井田道三『観阿弥と世阿弥』岩波新書、1969　のち同時代ライブラリー
- 北川忠彦『観阿弥の芸流』三弥井書店　1978

## 関連施設
三重県名張市は観阿弥が創座した地とされ、「観阿弥ふるさと公園」が整備されており能楽堂がある。また名張駅には観阿弥の像がある